# Șevcenkove, Vilneansk
Șevcenkove (în ucraineană Шевченкове) este un sat în comuna Kirova din raionul Vilneansk, regiunea Zaporijjea, Ucraina.

## Demografie
Componența lingvistică a localității Șevcenkove
     Ucraineană (78,53%)
     Rusă (20,25%)
     Belarusă (1,23%)
Conform recensământului din 2001, majoritatea populației localității Șevcenkove era vorbitoare de ucraineană (78,53%), existând în minoritate și vorbitori de rusă (20,25%) și belarusă (1,23%).